# PAO〜N
『PAO〜N』（パオーン）は福岡・KBCラジオのラジオ番組。『PAO〜N ぼくらラジオ異星人』に続き沢田幸二がメイン・パーソナリティを務めている。

## 概要
平日帯の夜ワイド番組『PAO〜N ぼくらラジオ異星人』（パオーン ぼくらラジオいせいじん） として1983年5月30日（月）から1990年4月6日（金）に放送されたあと、2003年1月1日の新春特別番組『元旦だよ、PAO〜N復活祭』（がんたんだよ、パオーンふっかつさい）を経て、平日帯の昼ワイド『PAO〜N』が 2003年3月31日（月）に放送開始。

PAO〜N『ぼくらラジオ異星人』（1983年5月30日（月）放送開始）から数えて2024年5月30日（木）に41周年を迎えている。

## 放送時間
- 『栗田善成のそんなバナナ塾』の後継番組として放送開始。月 - 金曜日 13:00 - 16:00の3時間放送で開始した。
- 同年10月、前時間帯番組の『本の気持ちです』を吸収して、放送時間を変更。12:00 - 16:00の4時間放送になる。
- 2011年4月に番組を大幅リニューアル。放送時間が1時間繰り下げられ、月 - 金曜日 13:00 - 17:00になる。
- 2014年4月に放送時間が1時間短縮され、月 - 金曜日 13:00 - 16:00になる。
- 2014年3月までは16時59分00秒までの放送だが、1年のうち2か月ほど『中西和久 ひと日記』（期間限定の人権啓発番組）が放送される期間は16時54分00秒までの放送。2014年は6月23日〜8月29日の15:55に放送（初回は15:50からの拡大版）。
- 2020年10月5日より、これまで番組に内包していたKBCニュース・天気予報（15時52分～55分頃）を独立枠として15時55分～58分に編成することになり、放送時間が月 - 金曜日 13:00 - 15:54になる。
- 2021年3月26日（金）に終了した『夕方じゃんじゃん』放送時間枠を吸収した3部構成のワイド番組として 2021年3月29日（月）に大幅リニューアル[3]。公式サイト上のタイムーテーブルやradikoでは以下のように分けられているが、紙のタイムテーブルや番組上は沢田担当の『PAO～N』とホークス応援番組としての『PAO〜N（カチタカ）』の2部構成。
  - 【第1部】13:00 - 16:00 - 以前の『PAO〜N』と同様枠。
  - 【第2部（イブニング）】16:00 - 17:00 - 月曜日・コガ☆アキ、火曜日・いわぶ見梨、水曜日・ルーシー、木曜日・細谷めぐみ、金曜日・原田らぶ子以外の出演は17時まで
- 2023年4月3日より、「イブニング」と「カチタカ」枠を分離させ、『ハッピーアワー』（16:00 - 17:55）として独立されることとなり、2年ぶりに月 - 金曜日 13:00 - 16:00に復す。

## パーソナリティ

### メインパーソナリティ
- 沢田幸二 （2003年3月31日 - ）

現在のパーソナリティ
| 放送期間       | 月曜日フリーダムな月曜日 | 火曜日かしましい火曜日 | 水曜日まんなかの水曜日                 | 木曜日バウバウの木曜日 | 金曜日尻上がりの金曜日 |
| -------------- | ------------------------ | ---------------------- | -------------------------------------- | ---------------------- | ---------------------- |
| 2023年4月3日 - | 和田安生 コガ☆アキ       | 矢野ぺぺ いわぶ見梨    | ルーシー 居内陽平(隔週) 和田侑也(隔週) | 松村邦洋 深瀬智聖      | 波田陽区 原田らぶ子    |

歴代パーソナリティ
| 放送期間                      | 月曜日                                  | 火曜日              | 水曜日                                 | 木曜日                    | 金曜日                                                                   |
| ----------------------------- | --------------------------------------- | ------------------- | -------------------------------------- | ------------------------- | ------------------------------------------------------------------------ |
| 放送開始 - 2003年9月26日      | おすぎ 原田らぶ子                       | 上野敏子 原田らぶ子 | 大庭宗一 奥田智子                      | 中島浩二 原田らぶ子       | いけだ聖佳                                                               |
| 2003年9月29日 - 2004年3月26日 | おすぎ 原田らぶ子                       | 上野敏子 原田らぶ子 | 大庭宗一 奥田智子                      | 中島浩二 原田らぶ子       | 田上和延 浜田しのぶ                                                      |
| 2004年3月29日 - 2006年3月31日 | おすぎ 原田らぶ子                       | 上野敏子 原田らぶ子 | 大庭宗一 奥田智子                      | 中島浩二 原田らぶ子       | 栗田善太郎 原田らぶ子                                                    |
| 2006年4月3日 - 2008年9月30日  | おすぎ 原田らぶ子                       | 中島浩二 原田らぶ子 | 大庭宗一 奥田智子                      | 中島浩二 原田らぶ子       | 栗田善太郎 原田らぶ子                                                    |
| 2008年10月1日 - 2009年3月27日 | おすぎ 原田らぶ子                       | 和田安生 原田らぶ子 | 大庭宗一 奥田智子                      | 中島浩二 原田らぶ子       | ねんど大介 原田らぶ子                                                    |
| 2009年3月30日 - 9月30日       | おすぎ 原田らぶ子                       | 和田安生 原田らぶ子 | 大庭宗一 奥田智子                      | にしおかすみこ 原田らぶ子 | にしおかすみこ （第2金曜日以外） ねんど大介 （第2金曜日のみ） 原田らぶ子 |
| 2009年10月1日 - 2010年3月26日 | おすぎ 原田らぶ子                       | 中島浩二 原田らぶ子 | 大庭宗一 奥田智子                      | にしおかすみこ 原田らぶ子 | 和田安生 原田らぶ子                                                      |
| 2010年3月29日 - 9月24日       | おすぎ 原田らぶ子                       | 中島浩二 原田らぶ子 | 大庭宗一 奥田智子                      | にしおかすみこ 原田らぶ子 | 武内裕之 原田らぶ子                                                      |
| 2010年9月27日 - 2011年3月31日 | おすぎ 原田らぶ子                       | 中島浩二 原田らぶ子 | 大庭宗一 奥田智子                      | にしおかすみこ 原田らぶ子 | 矢野ペペ（パラシュート部隊） 原田らぶ子                                  |
| 2011年4月1日 - 2012年3月30日  | 中島浩二                                | 中島浩二            | 中島浩二                               | 中島浩二                  | BLUE RIVER                                                               |
| 2012年4月2日 - 2013年8月30日  | 中島浩二 石井しおり                     | 中島浩二 石井しおり | 中島浩二 深瀬智聖                      | 中島浩二 小柳有紀         | BLUE RIVER 小柳有紀                                                      |
| 2013年9月2日 - 2014年3月28日  | 中島浩二 石井しおり                     | 中島浩二 石井しおり | 中島浩二 深瀬智聖                      | 中島浩二 深瀬智聖         | BLUE RIVER 岩部見梨                                                      |
| 2014年3月31日 - 9月26日       | 中島浩二 石井しおり                     | 中島浩二 石井しおり | 中島浩二 深瀬智聖                      | 松村邦洋 深瀬智聖         | ムーベ 岩部見梨                                                          |
| 2014年9月29日 - 2015年4月3日  | 中島浩二 石井しおり                     | 中島浩二 石井しおり | 中島浩二 深瀬智聖                      | 松村邦洋 深瀬智聖         | ムーベ 原田らぶ子                                                        |
| 2015年4月6日 - 9月30日        | 中島浩二 岩部見梨                       | 中島浩二 岩部見梨   | 中島浩二 深瀬智聖                      | 松村邦洋 深瀬智聖         | ムーベ 原田らぶ子                                                        |
| 2015年10月1日 - 2017年3月31日 | おすぎ 平田たかこ                       | 紘毅 岩部見梨       | 中島浩二 深瀬智聖                      | 松村邦洋 深瀬智聖         | 原田らぶ子                                                               |
| 2017年4月3日 - 2018年3月30日  | おすぎ 平田たかこ                       | 紘毅 岩部見梨       | ルーシー 深瀬智聖                      | 松村邦洋 深瀬智聖         | 原田らぶ子                                                               |
| 2018年4月2日 - 2019年3月29日  | おすぎ 平田たかこ                       | 紘毅 岩部見梨       | ルーシー 深瀬智聖                      | 松村邦洋 深瀬智聖         | 原田らぶ子 岡田理沙                                                      |
| 2019年4月1日 - 2020年4月3日   | おすぎ 平田たかこ                       | 矢野ぺぺ いわぶ見梨 | ルーシー 深瀬智聖                      | 松村邦洋 深瀬智聖         | 原田らぶ子 和田侑也                                                      |
| 2020年4月6日 - 10月2日        | おすぎ 田中菜津美(隔週) コガ☆アキ(隔週) | 矢野ぺぺ いわぶ見梨 | ルーシー 深瀬智聖                      | 松村邦洋 深瀬智聖         | 原田らぶ子 和田侑也                                                      |
| 2020年10月5日 - 2021年3月31日 | おすぎ 平田たかこ                       | 矢野ぺぺ いわぶ見梨 | ルーシー 深瀬智聖                      | 松村邦洋 深瀬智聖         | 原田らぶ子 和田侑也                                                      |
| 2021年4月1日 - 12月31日       | おすぎ コガ☆アキ                        | 矢野ぺぺ いわぶ見梨 | ルーシー 居内陽平(隔週) 和田侑也(隔週) | 松村邦洋 深瀬智聖         | 波田陽区 原田らぶ子                                                      |
| 2022年1月4日 - 4月1日         | 川上政行 コガ☆アキ                      | 矢野ぺぺ いわぶ見梨 | ルーシー 居内陽平(隔週) 和田侑也(隔週) | 松村邦洋 深瀬智聖         | 波田陽区 原田らぶ子                                                      |
| 2022年4月4日 - 2023年3月31日  | 川上政行 コガ☆アキ                      | 矢野ぺぺ いわぶ見梨 | ルーシー 居内陽平(隔週) 和田侑也(隔週) | 松村邦洋 細谷めぐみ       | 波田陽区 原田らぶ子                                                      |

- 上記の他、KBCアナウンサーの影平晶が『本の気持ちです』コーナー担当（月 - 金）として、紀伊国屋書店福岡本店からリポートしていた。影平は2006年9月のコーナー終了後、ナイターオフ期のワイド番組『もう夜なのか』のパーソナリティを務めていた。
- 2009年4月から、2009年9月までの金曜日のねんど大介出演は原則 第2金曜日のみだったが、変則的に出演することがあった。
- おすぎは稀に、スケジュールの都合で早退、または欠席することがある[9]。
- 東京に居住している松村は台風などの理由で福岡に行けない場合はKBC東京支社から出演する場合がある。なお、新型コロナウイルスによる県をまたぐ移動自粛のため2020年4月より東京からのリモート出演が続いている。2023年からは月末のみスタジオ出演している。
- 休暇などのため和田侑也が不在の際は和田安生が出演する場合が多い。
- 2021年3月までは、複数の曜日を担当しているパーソナリティもいた。
- 2022年1月から月曜日に加わった川上は1月10日より参加しているが、実際は年末年始休暇中の沢田の代打と番組へのあいさつを兼ねて1月4日から毎日出演していた。

### 曜日ごとのキャッチフレーズ
曜日ごとのパーソナリティに合わせたキャッチフレーズがある。
- 2024年4月 - 現在

月曜日「フリーダムな月曜日」
火曜日「かしましい火曜日」
水曜日「まんなかの水曜日」
木曜日「バウバウの木曜日」
金曜日「尻上がりの金曜日」
- 過去のキャッチフレーズ

番組開始から2011年3月までの各曜日の呼称
月曜日「おかまな月曜日」
火曜日「ダブルコージの火曜日」
水曜日「元気でもっこり水曜日」
木曜日「尻上がりの木曜日」
金曜日「抱腹絶倒の金曜日」
2011年4月で一度廃止された後、2014年4月に復活している。以降の変遷
月曜日「おかまな（途中から〈おすぎの〉に変更）月曜日」（-2021年12月）→「しゃべりすぎの月曜日」（2022年1月-2023年3月）→「フリーダムな月曜日」（2023年4月ｰ）
火曜日「ダブルコージの火曜日」→「旅ギライの火曜日」（2015年4月-2019年3月）→「出戻りの火曜日」（2019年4月-2024年3月）
水曜日「ダブルコージの水曜日」→「美肌効果の水曜日」（2017年4月-2024年3月）
木曜日「バウバウの木曜日」
金曜日「尻上がりの金曜日」

## タイムテーブルとコーナー
2025年7月4日から
- 13:00 オープニング[15]
  - 前ピン（早口フラッシュニュース）[16][17][18]
  - オープニングトーク[19]
  - 週替わりのメッセージテーマ[20]
- 13:20 日刊! ニュースπ（パイ）[21]
- 13:33 ジャパネットたかた ラジオショッピング
- 13:40
  - 【月】社会人の常識やろ！[22]
  - 【火】ROAD TO 田中みな実(火曜日)[23]
  - 【水】おつきあい愛たいせつに～2人でお茶を～[24]
  - 【木】岡村由紀子のラジオ de お薬手帳[25]
  - 【金】岡部来亜のあれこれ知りたい アロンアルフア[26]
- 13:48 交通情報
- 13:50 KBCニュース
- 13:53 天気予報
- 13:56 フリートーク[27]
- 14:00 クイズ　誰だかわかるかな？[28]
- 14:05 金の卵[29]
- 14:20 ラジオショッピング[30]
- 14:30 ふるさとWish アイタカーリポート[31]
  - 【火】草と生きるOREC ふるさとで育てよう!
  - 【金】玲子の踊る弥栄中継
- 14:35 コウジの部屋
  - 【月】本と（ホント）な話[32]
  - 【火】ぺぺ3 [33]
  - 【水】エンタメ情報交換会[34]
  - 【木】今週のウソ新曲 [35]
  - 【金】まずは弁護士に聞いてみよう[36]
- 14:48 交通情報
- 14:50  KBCニュース
- 14:53 天気予報
- 14:56 フリートーク[27]
- 15:00 カンパニー漫遊記
  - 【月】歳(トシ)伝説　[37]
  - 【火】音楽捕物帖[38][39]
  - 【水】ぎょっと[40]
  - 【木】まっちゃん（松村邦洋）のコマンタレブーちゃん[41]
  - 【金】13文字の金曜日[42]
- 【金】Hawks マン・オブ・ザ・ウイーク[43]
- 15:15 クイズ　誰だかわかるかな？答え合わせ
- 15:20 ラジオショッピングまたはアイタカーリポート
  - 【火】矢野ぺぺのズバリ言うわよ！[44]
- 15:33 PAO~Nファイル[27]
- 15:48 交通情報
- 15:50 KBCニュース
- 15:53 天気予報
- 15:56 エンディング

隔週コーナー
- Dr.和田のラジオde診察室(水曜日、和田侑也出演週)[45]

不定期コーナー
- よかもん発見ローカル旅！「どぉこれ⁉︎福岡新定番」(月曜日)[46]
- 大喜利コーナー(月曜日)[47]
- 達川の部屋(木曜日)[48] [49]
- ゴッドファーザー(金曜日)[50]
- ◯◯◯◯年喜怒哀楽ニュース100[51]

お試しコーナー
- さわだこうじ はじめてのおべんとう(金曜日)[52]

特記事項
- プロ野球福岡ソフトバンクホークスのデーゲームの日は『KBCホークスナイター・KBCダイナミックホークス』を放送するため、番組が休止になったり、試合開始時間に応じて放送時間の変更を行う。
- 台風がエリア内に接近、または直撃の際には番組が台風情報を中心とした内容に変更する。[53]
- ジャパネットたかた ラジオショッピングは、沢田と各曜日の女性パーソナリティが参加している[54]。過去には基本パーソナリティ全員が掛け合いに参加していた[55]。
- 提供クレジットのアナウンスメントは2011年3月まで原田らぶ子、奥田智子など女性パーソナリティが担当していたが、2011年4月からは沢田幸二が担当した[56]。2012年4月以降は、女性パーソナリティが担当だが、2021年から水曜日のみ、居内陽平、和田侑也の隔週パーソナリティの男性アナウンサーが提供クレジットを読んでいる。
- 2024年4月からスタートしたKBC MUSIC SPLASHのイチオシ2曲を日替わりで流している[57]。
- 1992年4月6日から2021年3月26日まで放送されていた、ニッポン放送制作全国ネットの『ミュージックスクランブル』をKBCでは放送しない代わりに、同番組で紹介する楽曲（週替わりで2曲）および提供スポンサーのCMを本番組内で放送していた（企画ネット扱い、2006年3月までは番組そのものをネットしていた）。CMは14時台「金の卵」の前後に、楽曲は毎日異なる時間で放送していた[58]。

## 以前のコーナー
- 福岡特許許可局局長
- PAO〜N 留学[59]
- 部長 沢耕作
- ミュージックスクランブル[60]
- 沢田企画研究所
- 新日本語紀行
- はたらくおじさん PAO〜N お仕事図鑑
- PAO〜N 凸凹大学校[61]
- 日本全国 お土産行脚
- Dr.ピンキーの心理テスト
- 超心理学コーナー
- ペット大集合
- 新設診察室視察
- スペ金 名作劇場
- クリゼンの真拳勝負
- 社長のイス
- タビギライ
- 週刊 陽区
- 本の気持ちです[62]
- 職場　ラ・バンバー
- 一刀両断! 今日の奥様相談室
- 温泉博士よ　GoGoGo！
- 世界の道の駅から[63]
- 京楽プレゼンツ 必殺! クリゼン侍
- 味に出会う 白水と出会う[64]
- THE ALFEE MY CHEERFUL SONG[65]
- 細川茂樹と若林史江の株式講座〜スタイリッシュ証券投資講座〜[66]
- クリゼンの独走最前線（金曜日）[67]
- 眠り姫 智子の快眠ゼミナール（水曜日）[68]
- よっ!日本一!（オフシーズン期の金曜日）[69]
- らぶ子のごMENください（金曜日）[70]
- 街かど偉人伝〜2008年長浜の戦い[71]
- 山本モナコーナー（金曜日）[72]
- 夏休み限定 こども電話相談室（金曜日）[73]
- リクエスト大作戦（火曜日）[74]
- 血液型選手権（金曜日）[75]
- 魔界のつぶやき〜私の本音〜（木曜日）（2008年12月）
- ラジオ うちエコ! 応援団（金曜日）（2008年12月〜2009年2月）
- 幸二・智子の発見! タイランド（水曜日）[76]
- 幸せをつれてくる言葉（熊本放送制作）（火曜・金曜日）（〜2009年9月）
- エキゾチック・ジャパン（金曜日）[77]
- おやじの三番勝負（火曜日）[78]
- PAO〜N 不思議通信（水曜日）[79]
- PAO〜N 名言集（オフシーズン期の金曜日）[80]
- ほめられタウン スバラシッ!!（水曜日）
- クラウンレコード1万円クイズ（〜2010年3月）
- 一刀両断 今日のなんでも相談室[81]
- 今さら聞けない（金曜日）[82]
- 日刊 情報昼ズ（〜2011年3月）
  - 街や商品の情報をそれぞれの店や施設からのリポートなどで伝えるコーナーで、CDショップ・スーパー・コンビニ・映画館・道具・食べ物など、扱う物は様々である。
  - 月曜日

隔週でDVDレンタルランキングとそれに対するおすぎの辛口コメントが出る。
後半はおすすめのDVD映画を紹介するコーナーになっている（これは「本の気持ちです」時代からの名残りである）。
また、隔週で「らぶ子のワタシのた・べ・て♪」というコーナーがある。前半は原田が料理したものをおすぎと沢田が食べるコーナーだが、原田の料理は2人にボロクソにけなされる事が多い。後半はプロのシェフが原田と同じ素材を用いて料理を作り、3人で食べながら品評するコーナーとなる。このコーナーから、am/pmとのコラボ商品「パオちゃんぽん」と「PAOコッコ丼」を開発し、期間限定で販売した。
  - 火曜日

旅行をテーマにした話題を紹介。
  - 水曜日

前半は「ニュース井戸端会議」。大庭・奥田・沢田の3人が、その週に一番気になったニュースを取り上げ、批評をする。
後半は「大庭宗一の『喝っ!』」[83]
  - 木曜日

前半は、週代わりで様々なジャンルの専門家が電話出演し論説する「情報ソムリエ」。
第1週：永谷脩
第2週：大宮エリー
第3週：横澤彪
第4週：鳥越俊太郎
第5週：スペシャル
後半は、沢田が洋楽の曲と余り知られていない、その曲のエピソードを紹介する「音楽ソムリエ」。
「情報ソムリエ」で電話出演する、専門家のスケジュールの都合によっては「音楽ソムリエ」を先に放送して、「情報ソムリエ」をしたり、専門家と連絡が付かなかったりした場合、中島が（時間を埋めるため）自分が知っている話を披露する。
  - 金曜日

前半は、以前のコーナー「本の気持ちです」同様、紀伊国屋書店から、森川裕子のレポートが入る。[84]
後半は、金曜パーソナリティがおすすめの本を交代で紹介。[85]
- きかせて福岡県（金曜日）
- クイズ 3択勝負 レッツラゴー
  - リスナー参加型の3択クイズ。毎日、リスナーと電話をつなぎ、3択問題3問にチャレンジしてもらう（リスナーは「芸能」「スポーツ」「一般」からジャンルを1つ選ぶ）。
  - 3問全問正解で3000円（聴取率調査期間は倍額・6000円になる事もある）獲得できるが、間違えた場合は賞金は翌日に繰り越されるため、高額賞金になるケースも稀にある。
  - 最高賞金金額は22万5000円（2009年2月20日の放送で獲得。2008年11月17日から65回分）。この記録は聴取率調査週間の倍額となった賞金を含んでおり、3000円だけを積み重ねた最高賞金金額は、13万8000円（2009年5月12日の放送で獲得。46回分）。
- 月曜日：おすぎの芸能株式会社
「芸能株式会社社長」（という設定）のおすぎが、1週間の芸能ニュースから2本をピックアップして、毒舌で切り込む。
- 木曜日：エキゾチック・ワールド[86]
- 金曜日：珍品さん いらっしゃい!
全国の珍しい商品を紹介。元々は火曜日の独占!　大人の時間のコーナー。2008年4月からは、珍しいものだけではなく、最近流行っている物を取り混ぜて紹介する。[87]
- 沢田じいちゃん（2時の時報の直後）
  - （沢田扮する）「沢田じいちゃん」が、色々な知識のうんちくを披露する。[88]
- 単なるお便り　ほっと一息[89]
- ハニワの部屋DX・・・概要は後述。
- 3時のあなた（2010年4月から、時報の後に「3時のあなた」のテーマソングが、毎日流れるようになった）
  - 月曜日：おっかま! ビックリ! 仰天ニュース![90]
  - 火曜日：以上です、キャップ。〜なんでもアンケート〜[91]
  - 水曜日：九州バカ一代
  - 木曜日：お仕事ばんざい![92]
  - 金曜日：週末 ハルマゲドンドンドン[93]
- おすぎの映画天国[94][95]
- 聴けばだいjob! げんき企業応援隊[96]
- 世界ウマウマ ハウマッチ[97]
- 名品課刑事 おみやさん[98]
- にしおか芸能通
- 矢野ペペ印 ペペってホイホイ
- ダイレクトテレショップ ラジオショッピング
- うわさの台所[99]
- エリア51丁目 街角超常現象[100]
- 「コウジの部屋」内
  - オリビア・ニュートン「しおり」のキン肉留学（火、2014年まで）
  - 行ってみ!ふじのくに しぞーかキャンペーン（火、2015年1月〜3月）[101]
  - アイドルブチョー（2015年3月まで。深瀬が進行。性格テストや都市伝説を紹介）
  - みんなのえいが（水）[102]
- 「カンパニー漫遊記」内
  - BOOKSナカジマ（月）
  - シリタクナカ!（水）[103]
  - ムーベのムービースター、らぶ子・ムーベのご縁があるよ、PAO～N スポーツ検定（金）
- KBC朝日新聞ヘッドライン・PAO〜Nフラッシュ（2016年3月まで、14:30ごろ）[104]
- 沢田・TOGGYの何か無いか～?（『TOGGY's AHEAD!』のパーソナリティTOGGYとのトークコーナー。16時を跨ぐため、ステブレレスで「TOGGY's AHEAD!」と接続する。16:05ごろでトークを終了し、パーソナリティ交代となる。）(TOGGY's AHEAD!終了に伴い、2017年3月で終了。)
- クイズ 秘密の箱（2012年4月開始 2017年9月29日で終了）[105]
- クイズ Who are you!![106]（2017年10月2日～2018年9月28日終了）
- 映像研に手を出した!!（2021年4月開始 2021年9月で終了）
- BBIQpresents PAO~N40周年大感謝祭への道(2024年1月8日〜3月1日終了)[107]
- 壱岐×壱岐スクランブル[108]
- シン・クイズ秘密の箱!!（「クイズ!ヒミツの箱」が2度目の復活）[109]

## エピソード
- ヘビーリスナーの事を「ゾンビ」または「ゾンビーズ」と呼んでいる[110]。
- 2007年より、初代『PAO〜N』放送開始24周年を記念して、5月30日を『PAO〜Nの日』（初代放送開始日）とした。
- レギュラーパーソナリティが沢田の気に入らない事を言ったり、失言すると「貴様！」と、沢田が発言する。
- 天気などの話題になると沢田が住んでいる場所の近くをレギュラーパーソナリティが発言する事が多く、沢田が「個人情報！」とツッコむ。逆に深瀬智聖や原田らぶ子が、家庭の話しなどをすると「キミん家の住所は？」、「最寄りの駅は？バス停は？」とボケをかまし、原田は何度か引っかかりそうになった。
- 放送中にはものまねをやる事が多く、沢田は十八番の大橋巨泉、中村もとき、戸張捷や、KBCの先輩、後輩である富田薫元アナ、武内裕之元アナ、近藤鉄太郎アナのモノマネを披露する。特に話しが詰まって困った時は「いや、青木さん〜」と戸張捷のモノマネでごまかす。発した声がたまたま、戸張捷に似ている時も即興でモノマネを披露する。
原田らぶ子はトコ、福原愛、宮里藍、ヤンクミをやっているが、主にトコのモノマネが多く、宮里藍を沢田に振られてやることがある。
木曜日は松村邦洋のモノマネオンパレードで、ビートたけし、西田敏行などのタレント、俳優から、達川光男、掛布雅之、岡田彰布など元野球選手のモノマネを中心に披露する。また松村がテレビ西日本でケーブル捌きのバイトをしていた時に、告知で来ていた武田鉄矢の顔近くに照明を当て過ぎてしまい、武田が「あっついー(熱い)、あっついよー」と発言したエピソードをモノマネでしたところ、沢田と深瀬智聖の笑いのツボにハマり、武田の話題や暑さの話題になるとこの時のモノマネを披露している。松村のモノマネに釣られて深瀬も黒柳徹子、工藤静香、フワちゃんやモノマネ出来そうな芸能人のマネを披露する。
過去のレギュラーでは中島浩二のおすぎ、ドラえもん（大山のぶ代時代）はちょくちょく披露していた。また、奥田智子は以前（自分の名前は言わないで）に第一声がものまねだったり、交通情報では（毎時30分ごろの）、「似せようともしていない物真似」を披露していた（2009年3月に終了）。
- 沢田が高校時代、女性から「声が良いね」と言われ、好きな女性に自ら録音したカセットテープを送った。内容は「こんにちは、誰だか分かるかな？」という出だしだというのを何度もエピソードトークしており、2025年のイベントタイトルにも使われた[111]。
- 作家の髙田郁は、歳伝説などのコーナーにネタを送ったり、イベントにも足を運ぶほどのゾンビリスナー(大ファン)である。
- 深瀬が高校時代の話しをすると、すかさず沢田が「高森田楽高校」と言って茶化し、その度に深瀬が「田楽ではないです」と否定する。
- ジャパネットたかたラジオショッピングで、PAO〜Nを担当している関果鈴MCは、イベントに足を運んだり、イベント告知で沢田がゲスト出演したラジオ番組をradikoのタイムフリーで聴いているほどのゾンビリスナー(大ファン)である。2025年3月7日放送ではオープニングトークにゲスト出演し、スタジオでラジオショッピングを行った。また和田侑也が大学時代のサークルの先輩でもあり、和田もスタジオに駆けつけた[112][113]。
- 下ネタのようなラジオネームが届くと、矢野ぺぺのみ「ラジオネーム！」と言ってツッコミを入れる。
- いわぶ見梨は「Go To Eat」について誤った情報を発言してしまい、番組にクレームが殺到して放送時間内に謝罪したが、radikoのタイムフリーで問題発言をした部分にオルゴール音が流れていた。いわぶが知識をひけらかすと、沢田、矢野がその時の事をイジって「オルゴール女」や「オルゴールが流れるんじゃないか？」と発言する。
- 沢田がいわぶの事を何度か「らぶ子ちゃん(原田)」と間違えて呼んでしまい、火曜日の番宣ネタにもされている。
- 元ADを担当し、現在は金の卵で不定期コーナー「バラチン⭐︎珍道中」のリポーターを担当している、元アイタガールの新原菜摘が入れるお茶が熱くて、沢田と金曜日レギュラーの原田、波田陽区が「舌を火傷した」とイジったり「新原ちゃんが熱いお茶ばかり持ってくるからADをクビにした」と沢田がジョークでイジっている。

 過去レギュラーのエピソード 
- 夜パオーンからレギュラーだった中島浩二は、沢田の事を「先輩」と呼んでいた。
- 平成の大合併で福岡県嘉麻市が発足した後、おすぎは本番組で「嘉麻市はなんで私を呼ばないのよ」と発言したとされる。それがきっかけでおすぎと嘉麻市出身の原田が2010年の「嘉麻ふれあいまつり」に出演。嘉麻市との繋がりができ、2011年には嘉麻市観光文化大使に就任した[114]。

## 特別放送・番組イベント
- 2005年3月20日の福岡県西方沖地震の翌日、大丸福岡天神店パサージュ広場前から公開放送を行なった。イギリス取材中のおすぎを除く、全パーソナリティが出演。大地震の翌日とは思えないほどの観客を集めて行なったが、当日の朝まで決行か、中止かの議論が行なわれた。
- 2005年11月3日は在福民放4局同時生放送イベント企画『天神ラジオパラダイス ラジオ黄金時代』と一つとして『天神ラジオパラダイス ラジオ今昔物語』として13:00 - 13:30にKBC発でRKB・エフエム福岡・CROSS FMで放送。前ピンを行った後、沢田に森口博子、松村邦洋を加え、スペシャルゲストに井上悟（開始から3年間の裏番組『スマッシュ!!11』のパーソナリティ）とTOGGY（当時CROSS FMの夕方ワイド『CATEGORY T.T.』を担当[115]）を迎えた。
- 2007年5月30日には、放送開始24周年を記念して『福岡タワー 〜沢田と、おいしゃんと、奥田と、時々らぶ子〜』と題して、福岡タワーからの公開生放送を行った。
福岡タワーはRKBラジオの社屋に隣接しており、沢田が他局社屋に突入したり、他局のアナウンサー（RKB毎日放送アナウンサー・富永倫子）が公開放送に乱入した。
初代パーソナリティーの一人だった師岡正雄（現・フリーアナウンサー）も、電話で出演した。
番組中、大庭が（高所恐怖症の）沢田を福岡タワーの非常階段に連れ出し、沢田を怖がらせた[116]。
沢田は水恐怖症でもあるに関わらず、タワー近くの百道浜の浅瀬で、スタッフが柔道技を掛けて、ひっくり返した。
この事が、後に『ハニワの部屋』でネタにされて、25周年には高い所&水がある所を合わせて九重夢大吊橋などでやるというネタが一人歩きしてしまった。
- 2007年当時、福岡・長浜のKBC社屋ビルの壁面には3つの自社製作番組のPR用看板が掲げられていたが、その内の1つが「PAO〜N」(沢田の顔写真入り)であった。[117][118][119]
- 2007年11月8日、KBCの第1スタジオにリスナー約60人を集めて公開生放送を行なった。スタジオからの公開生放送は初。
- 2008年3月11日から3月31日まで、「博多もつ鍋風 パオちゃんぽん」[120]
- 2008年5月30日、PAO〜Nの放送開始25周年の節目の日に、KBC・第1スタジオから第2回スタジオ公開生放送を行なった。これを記念して、福岡市内のあるパン屋とPAO〜Nのコラボ商品「パオーンあんぱん」を期間限定で販売した。
- 2008年6月6日、ホテルオークラビアガーデンにて、PAO〜Nの全パーソナリティーと参加希望したリスナーの中から抽選で選ばれた約200人を集めて、「沢田幸二と名刺交換会」というイベントを開いた。沢田はこの日のために準備した名刺を参加者に対して、一方的に配った。PAO〜Nの全パーソナリティーが一堂に会するイベントは、これが初めてである。
- 2008年8月26日から9月29日まで、PAO〜Nとam/pmのコラボ商品第2弾として「みつせ鶏つくね PAOコッコ丼」を販売した。
- 2008年12月8日、JALリゾートシーホークホテル福岡にて、PAO〜Nの全パーソナリティと抽選で選ばれた200人のリスナーを集めて「PAO〜N 大忘年会」が開催された。
- 2009年12月7日、JALリゾートシーホークホテル福岡にて、2回目の「PAO〜N 大忘年会」が開催された。
- 2013年11月6日、沢田が民放連の全国大会のシンポジウムで東京に出張。パネラーとして出演後、ニッポン放送の『上柳昌彦 ごごばん!』15時台にゲスト出演。メインパーソナリティで沢田の出身大学の後輩である上柳昌彦（ニッポン放送アナウンサー(当時)）と共演した[121]。『PAO〜N ぼくらラジオ異星人』時代に内包していた『HITACHI FAN! FUN! TODAY』のパーソナリティの上柳に対して憧れがあったと語った[122]。夜ワイド番組のPAO〜N ぼくらラジオ異星人 木曜日・金曜日パーソナリティを務めた師岡も番組途中から出演した。一方で当日の『PAO〜N』は中島と深瀬が進行。沢田は「福岡ではこの時間、変な男とアイドルが喋っている」と紹介し、中島は「福岡にいる時とはまるで違って静か。猫を被っているんじゃないか」とやり取りした。この模様の一部は「カンパニー漫遊記」のコーナーを通じて、ニッポン放送とKBCラジオの二元中継で放送した[123]。中島はかつて『裕木奈江のオールナイトニッポン』に、深瀬は所属していたLinQとして、『ごごばん!』にゲスト出演したことがある。
- radikoのエリアフリー・タイムフリー機能が始まって以降、地方局の番組を聞くようになった爆笑問題・太田光（経緯は爆笑問題カーボーイ#他局ローカル番組との関わりを参照）がよく聞く番組の一つとして、TBSラジオ『JUNK・爆笑問題カーボーイ』で系列外（『JUNK』は福岡県ではJRNのRKBラジオで放送）だが、当番組を度々話題にしている[124][125]。太田は同じく話題にしている広島県ローカルのRCCラジオ『平成ラヂオバラエティごぜん様さま』（平成ラヂオバラエティごぜん様さま#「太田光被害者の会」を参照）のパーソナリティ　横山雄二（RCCアナウンサー）に沢田との交流を一方的に呼び掛けていたが、2018年3月1日は横山と『ごぜん様さま』アシスタントの中根夕希（RCCアナウンサー、福岡市出身）が当番組にゲスト出演し[126]、同月15日には『ごぜん様さま』に沢田がゲスト出演した[127]。横山は『ごぜん様さま』で「前ピン」のパロディを行い[128]、沢田はゲスト出演時のエンディングで「後ピン」と称したセルフパロディを行った[129]。その後、同年11月8日は横山が初めて出版した小説の紹介を兼ねて、当番組に電話出演する予定であったが横山が自ら希望して、スタジオに生出演した[129]。レギュラーパーソナリティとして出演している松村邦洋は太田・横山とは旧知の仲という縁がある。出演時のやり取りの中で広島文化圏である山口県岩国市出身の沢田がRCCの、大学生時代に福岡市に在住していた横山がKBCの入社試験を受けて、双方が落とされていたことが明らかになった[126]。
- 2018年5月7日、大阪のABCラジオ『ドッキリ!ハッキリ!三代澤康司です』10時台後半の特集コーナー「今日のスペッシャル!」にて勝手に沢田を取り上げ、パーソナリティの三代澤康司（ABCテレビアナウンサー(当時)。現・フリーアナウンサー）が「前ピン」に挑戦した。同日（月曜日）のパートナー　おちあやこ（タレント）は福岡県出身で、中学生時代に初代『PAO〜N』のリスナーだったという。その2週間後の21日には同番組オープニングで沢田が電話出演した。
- 2022年1月30日夜、沢田が発熱。その後のコロナウィルスのPCR検査で2月2日に陽性が確認されたため、2月9日まで休演となった[130][131]。その後は水曜日担当のルーシーも陽性確認が出たため休演。期間中は残りのメンバーで対応したが、2月3日は和田、7日は矢野もお休みのため波田、9日はコガ☆アキと和田が出演。ルーシーは水曜日の「カチタカ!」枠も担当するがこちらはブルーリバーのみで対応。
- 2022年11月27日、 2007年11月8日以来15年ぶりとなる公開生放送『JA福岡市発足60周年記念スペシャル PAO～N in 博多じょうもんさん天神市場』と題して、12:00 - 15:00に放送した。沢田と火曜パーソナリティの矢野・いわぶに加え、矢野の相方である斉藤優と斉藤ふみがゲスト出演。この日は日曜日で、『KBC Sunday Music Hour』の後半パートを15:00開始となった。
- 2023年5月30日の放送では、PAO〜N40周年記念で5月30日生まれの人に「PAO〜N Tシャツ」を20枚配布と、この日は火曜日だったので火曜レギュラーの矢野ぺぺ、いわぶ見梨と共に公開空地での生放送を行った。5月30日生まれの人が76名集まったためTシャツは受注製作となる。地元応援live Wish+とのサイマル放送で火曜MCでパオーン金曜レギュラーの波田陽区も登場した。また、夜パオーンのパーソナリティだった師岡正雄も電話出演した。この回を機に、2024年の同日にも41周年記念で木曜パーソナリティの松村邦洋、深瀬智聖が、2025年の同日は42周年記念で金曜パーソナリティの波田陽区、原田らぶ子が、公開空地での生放送を行い、地元応援live Wish+とのサイマル放送も3年連続で行われた。[132]
- 2023年9月22日の放送でPAO〜Nファンの太田光が出演を果たした。太田が審査委員長を務める「日本ネーミング大賞2023」の宣伝だったが、実は太田の妻で所属事務所社長の太田光代が出演する予定だったが光代社長が体調不良になったため、太田に「あんた九州に行ける？」と言われ、太田のスケジュールが空いていたため出演することになった。生放送前に沢田が喫煙所に居た太田を見て、光代社長が出演だと思っていたので驚いたと語った。生放送開始前に沢田が前ピンを太田に頼んだところ引き受けて、記念すべき前ピンを太田が務めた。本来なら金の卵のみの出演だったが前ピン、オープニングトーク、日刊ニュースπまで出演して、太田と沢田の夢の共演が実現した。太田がPAO~Nを聴き始めたのは上記にも記しているが、radikoで地方局を聴いていた所、番組で共演していた、おすぎが福岡でラジオをやっているのを知って聴いた所、毒舌のおすぎよりも凄い奴(沢田)がいると思い聴くようになったと話した。金の卵が終わって同局のテレビで生放送している地元応援live Wish+にも出演した。PAO~Nの公式ブログでは神回というタイトルで記事を載せている[133]。
- 2023年12月30日にPAO〜N40周年記念特別番組で一夜限りの『BBIQ presents 復活! PAO～N ぼくらラジオ異星人』を21:00〜24:30まで放送した。放送の最後に『BBIQ presents PAO〜N40周年大感謝祭』のイベント開催告知をした。
- 2024年2月9日、金曜日の裏番組であるRKBラジオ『仲谷一志・下田文代のよなおし堂』（14:00〜17:25OA）に沢田がゲスト出演した。出演理由は2023年12月30日に放送したKBC開局70周年記念番組・PAO〜N放送開始40周年記念番組『BBIQ presents 復活! PAO～N ぼくらラジオ異星人』に元DJギャルの下田文代（RKBアナウンサー）が友情出演したため。パーソナリティの仲谷一志は沢田とのエピソードを生放送中に披露。仲谷が西田たかのりと酒を飲んでいた時に酔った2人が沢田に電話した所、2人が飲んでいる店に沢田が現れた。「ベロベロに酔っぱらった仲谷が沢田の肩を叩きながらタメ口で喋っていた」と仲谷は後日、西田から聞いた。それ以来、仲谷が劇団の頼み事で沢田に電話したが何度電話しても出なかったり、仲谷が特番のイベントで出演した時は「お前、KBC出入り禁止」と沢田から言われた事を暴露した。沢田はPAO~Nの生放送終了後に長浜のKBCから百道浜のRKBへ移動。生放送中の16:50頃からエンディングの17:25までの約35分間に渡って出演した。翌年の2025年2月21日放送にもイベント配信チケットの告知で、よなおし堂宣伝タイムズにゲスト出演した。
- 2024年3月22日にPAO〜Nの全てが丸わかり出来る番組本「われらラジオ異星人」が発売された。同年3月30日には丸善博多店にて、沢田による本のお渡し会(沢田が本にサインを入れる特典付き)と写真撮影会が行われた。
- 2024年4月1日の放送では、急遽スタジオを飛び出して「PAO~N桜を観る会」と題して、沢田と月曜パーソナリティが番組開始から15時までは舞鶴公園、15時からは鴻臚館広場へ移動し番組終了まで生放送をした。スタジオには奥田智子アナが待機し、リスナーから送られたメールなどを読みながらトークに加わっていた。翌年の3月31日放送も「第二回PAO~N桜を観る会」と題して月曜パーソナリティと西公園で生放送をした。スタジオには昨年と同様に奥田アナが待機した[134]。
- 2024年7月22日の放送で沢田がコロナウィルスに感染し休演した。月曜日パーソナリティの和田安生が前ピンを急遽担当し、冒頭で和田が「沢田さんが流行病に罹りました(コロナウィルス)」と説明。そして「沢田は出社していたが、マスクをしており体調が悪そうな様子で、PAO〜N放送前に沢田が『病院へ行く』と出て行ったきり社内に帰って来なかった」との内容を明かし、コガ⭐︎アキと2人で進行した。沢田は1週間休演となり、火曜日は矢野ぺぺ、※いわぶ見梨、水曜日はルーシー、※居内陽平アナ、木曜日は松村邦洋、※深瀬智聖、田上和延アナ(沢田の代役)、金曜日は波田陽区、原田らぶ子、※奥田智子アナ(沢田の代役)で進行した(※は前ピン担当)。
- 2024年10月1日の放送で2025年2月23日に福岡サンパレスで、大感謝祭を開催する事を発表した。詳細は『BBIQ BBIQ はやいんかい presents PAO〜Nがサンパレス！〜こんにちは、誰だかわかるかな？』にて。
- 2024年12月6日の放送で、沢田のリフレッシュ休暇により代役で出演した和田侑也アナが、「岡部来亜のあれこれ知りたいアロンアルフア」コーナーで、和田と岡部が夫婦共演した[135]。また2025年3月5日放送では水曜レギュラーの和田と「ライフ・サポーターあなたを守る防災ラジオ」のPRで訪れたCROSS FM担当の岡部と2度目の夫婦共演をした[136]。
- 2025年3月23日の正午から1時間、同年2月23日に行われた「PAO～Nがサンパレス」のイベントを1時間に凝縮した特別番組「BBIQ BBIQ はやいんかい presents パオーンがサンパレス！～終わったよ、誰だかわかったかな？～」が放送された。
- 2025年3月29日『BBIQ BBIQ 45年は はやいんかい presents 沢田幸二KBC卒業式～4月からもシクヨロで～』をesports Challenger's Parkにて、沢田と同期入社の和田安生と奥田智子が見届け人としてトークショーを行った[137]。

## スタッフ
現在
- プロデューサー

乙部奈瑠美
- チーフディレクター

河内埜義高
- ディレクター

新堂昌則
過去のスタッフ
- プロデューサー

窪田雅美
渡辺浩司
- ディレクター

佐藤雅昭
若松晃（はぴねすくらぶキャスター）　
| KBCラジオ 平日 12:00 - 13:00                           | KBCラジオ 平日 12:00 - 13:00                                 | KBCラジオ 平日 12:00 - 13:00     |
| 前番組                                                 | 番組名                                                       | 次番組                           |
| ------------------------------------------------------ | ------------------------------------------------------------ | -------------------------------- |
| 本の気持ちです                                         | PAO〜N （2003年10月 - 2011年4月）                            | まいど! 栗田商店です!            |
| KBCラジオ 平日 13:00 - 16:00                           |                                                              |                                  |
| 栗田善成のそんなバナナ塾 （13:00 - 17:00）             | PAO〜N （2003年3月31日 - ）                                  | -                                |
| KBCラジオ 平日 16:00 - 17:00                           |                                                              |                                  |
| 栗田善成のまずはラジオでおつかれさん （16:00 - 18:30） | PAO〜N （2011年4月 - 2014年4月）                             | TOGGY's AHEAD! （16:00 - 18:30） |
| 夕方じゃんじゃん （16:00 - 18:30）                     | PAO〜N 第2部（イブニング） （2021年3月26日 - 2023年3月31日） | ハッピーアワー （16:00 - 17:55） |
| KBCラジオ 平日 17:15 - 17:55                           |                                                              |                                  |
| 夕方じゃんじゃん （16:00 - 18:30）                     | PAO〜N 第3部（カチタカ） （2021年3月26日 - 2023年3月31日）   | ハッピーアワー （16:00 - 17:55） |

## 夜のワイド番組『PAO〜N ぼくらラジオ異星人』
- 1983年5月30日（月）〜1990年4月6日（金）の月曜 - 金曜 21:30 - 24:30（野球中継が延長されて遅延する場合あり。放送時間帯の変遷は後述）に放送。
- KBCラジオの夜の若者向け帯番組『カプセルマガジン』を発展させる形で[138]、1983年5月23日〜5月27日のプレ番組『PAO〜N 予告編』を経て1979年10月に終了した『KBCナイトタウン』以来の夜ワイド番組として開始した。本番組担当ディレクターの窪田雅美は月曜日から金曜日まで沢田に担当してもらいたい考えだったが、当時の社員の夜の勤務は週2回までの23時30分までという労働組合の取り決めがあったためにこれは出来ず[138]、そのため最初メインパーソナリティは当初日替わりだったが、1984年秋まで半年おきに徐々にその数は減って1986年春からは完全に沢田が一人でメインを担う番組となった。
- 番組の放送開始前、番組スタッフは文化放送の平日帯 夜ワイド番組『吉田照美のてるてるワイド』の現場を見学。「いくつか見た中で、この『てるてるワイド』が一番面白かった」という事で同番組を研究。内容の一部は模倣する形で制作された[139]
- 師岡が担当した頃は「他局がオーソドックスな雰囲気である中、この番組は神出鬼没にハチャメチャにやってみよう」[140]と学校や会社の女子寮をアポなしの突撃取材を行い、責任者から叱責されるも、それらの企画が功を奏して在福ラジオ局の聴取率トップに躍り出たことがある。
- 1988年からは番組の機関紙「PAO〜N ペーパーラジオ」の発行を開始。1989年6月、月刊「ラジオパラダイス」誌上で「KO〜MON通信」として、当番組とタイアップしたコーナーを連載した（（同年7月号 - 1990年5月号まで）。
- エンディングテーマ曲はプレイヤーの曲「ベイビー・カム・バック」[141]。
- KBCラジオがニュース・情報主体の新編成「KBC-INPAX」を開始する為、7年間の放送を1990年4月6日（金）に終了。沢田は当番組の生放送中に「結婚します！」と述べた。
- 当該時間帯のワイド番組は中島浩二の『3P』へ引き継がれた。その後も『ダブルバスターズ』『ゴリソン』と続いたが1999年9月に一旦終了して、『allnightnippon SUPER!』（ニッポン放送）のネット受けに変更。2008年4月、『VERO②VA』を放送開始。8年半振りに平日22時台・23時台のワイド番組を再開させたが、2010年9月に『VERO②VA』を週1回の番組へ変更するため平日版を終了。『オールナイトニッポンGOLD』（ニッポン放送）のネット受けを開始して、現在に至る。
- 一方で、24時台は『ダブルバスターズ』終了の1997年3月で一旦放送を終了。『Come on FUNKY Lips!』（文化放送）のネット受けに変更。1999年10月、『Come on FUNKY Lips!』終了と時を同じくして、『allnightnippon SUPER!』をネットすることとなり、自社制作枠を24時台に移行[142]。『ゴリソン』に出演していたおタコプーとゆっきーがパーソナリティを務める『おタコプーアワー・おタコのクセに!』を開始。『ミミトモ!』『JK SPANKY RADIO』『カプセルマガジン』と番組タイトルと内容を変えながら続いたが、2008年3月末で終了。その後は主にネット受けの番組を連ねた構成となった。2010年4月、『VERO②VA』が週1回番組となる代替として姉妹番組の『VERO Q』を帯番組として開始したが、24時台前半の放送に縮小。2015年9月に終了して帯番組という形では放送していないが、『ダメ恋診療所』『和田侑也のハイスクWish』『ぼる部屋のご近所』『カベミミ』『ドォーモ×ラジオ』を自社制作番組として放送している。

### パーソナリティ・放送時間
- 放送開始 - 1983年秋
  - 放送時間：22:10 - 24:30
  - 月曜日：かなぶんや
  - 火曜日：岩切みきよし[143]
  - 水曜日：師岡正雄（KBCアナウンサー(当時))
  - 木曜日：沢田幸二（KBCアナウンサー(当時)）
  - 金曜日：二木清彦（KBCアナウンサー(当時)）

- 1983年秋 - 1984年春
  - 放送時間：21:00 - 24:30[144]
  - 月曜・火曜日：沢田幸二
  - 水曜・木曜日：師岡正雄
  - 金曜日：二木清彦

- 1984年春 - 1984年秋
  - 放送時間：21:00 - 24:30[145]
  - 月曜・火曜日：沢田幸二
  - 水曜日：奥田智子（KBCアナウンサー）
  - 木曜・金曜日：師岡正雄

- 1984年秋 - 1986年春
  - 放送時間：21:00 - 24:30
  - 月曜 - 水曜日：沢田幸二
  - 木曜・金曜日：師岡正雄

- 1986年春 - 放送終了
  - 放送時間：21:00 - 24:30[146]
  - 月曜 - 金曜日：沢田幸二

- 月 - 金の日替わりで、DJギャル（番組で公募した女子大生アシスタント）が登場。番組のアシスタントを務めた[147]
- その他の主な出演者は園田哲也（当時KBCアナウンサー）、巽孝之（KBCアナウンサー(当時)）、中島浩二、学生スタッフの瀬筒義久[148]、ラビット浦山[149]、いなかもんちゃん、中郷ライパチ[149]、佐藤スケコマ、名無しの江藤、ノック門田、ゴマ太郎が出演した。

### 主なコーナー[150][151]
- テレフォンワープ　のっけからフトッパラ
- クイズ 1人に聞きました
- 恋のフォーカス
- 王様の耳はロバの耳
- バースデーリクエスト
- 今夜もウフッ[152]
- 敗北者
- おだまり![153]
- キャンパス漫遊記
- 学校対抗 重箱の隅つつき大会
- 企画対象コーナー
- 何を隠そう 私は知っている
- 君の名は…
- レンタン（連単）ゼミナール[154]
- ものまね講座
- 芦屋小雁コーナー[155]
- 私はあんなおじさんを見たコーナー
- 地味変コーナー[156]
- PAO〜N 生活の知恵百科
- 翻訳事始
- KBCトピックス 単なるお便り ホッとひと息
- クイズ さるカニ合戦[157]
- 聖徳太子クイズ[158]
- ハニワの部屋
- AVコーナー
- The koji Sawada Talk Show -銭形幸二捕物控- [159]
- リクエスト わけありベスト10[160]
- 超心理学コーナー
- リットン調査団[161]
- あなたのクラブを、もっとメジャーに
- 今日も元気だ メシがうまい -電話で世間ばなし-
- PAO〜N 夜回り隊[162]
- さしすせそのだ（園田哲也がメインパーソナリティを務めた月曜 - 金曜帯のコーナー番組）
- パットン戦車隊[163]
- 暴れん坊将軍[164]
- ハニワちゃんの恋の伝言板[165]
- なにげない感動

など

### 内包されていた主なコーナー番組
- 23:30 - 24:00の時間は、放送開始から1986年春まで『HITACHI MUSIC INN』、1986年春から放送終了までは『HITACHI FAN! FUN! TODAY』を放送した。番組開始前は独立番組であった『夜にくちづけ・マッチとデート』『中森明菜「ひとつめのサヨナラ」』『チャレンジ名作ライブラリー』『武田久美子 パイオニア・サウンド・ハイスクール』などをコーナー番組として内包した。
- その他は『ジャンピングジャーニー少年隊』『照美と優の○○△×□』『とんねるずの二酸化マンガンくらぶ』『菊池桃子の桃子ぽいね』『千倉真理の地球はまあるいよ』（以上、文化放送 制作）『柏原芳恵の青春音楽館』『仲村トオル 待たせてゴメン』『大槻ケンヂのセニョール!セニョリータ!』『おちゃめな夜だよいたずらレモン』（以上、ニッポン放送 制作）を内包した。
- KBCラジオの自社制作番組を月曜 - 金曜 24:15 - 24:25に放送していた事があり（綜合放送など、東京のラジオ番組制作会社の制作[166]）、『STEPの青春恥しらず』（1987年4月 - 9月）、『永井真理子のDebutお元気予報』（1988年 - 1989年3月）などを放送した。

### 放送企画[150][151]
- PAO〜N ラジオ祭り（1984年3月27日、福岡市民会館）
- PAO〜N 夏休み大集合（1984年7月23日、海の中道海浜公園サンシャインプール）
- PAO〜N 800回記念 海の中道・プールでサバイバル（1986年）[167]
- 盆踊りデュランデュラン大会（1986年夏、北九州市小倉南区徳力団地）[168]
- PAO〜Nラーメン発売（1987年1月）[169]
- 第1回アームレスリング大会（1987年3月21日）
- 国鉄最後の日・博多駅から生放送（1987年3月31日）
- PAO〜N 1002回記念 PAO〜N!大集合in壱岐アイランド（1987年4月23日）[170]
- オーストラリアから生放送（1987年7月28日）[171]
- 日本一のテレほんとか大賞（1987年10月18日、シーモールホール）[172]
- PAO〜Nチームvs西鉄ライオンズOBチーム野球大会（1987年11月23日、平和台球場）[173]
- ティッシュペーパー空箱投げ大会（1988年10月10日 他）[174]
- 大運動会「フィールド・サバイバル」（1988年10月29日 他）
- ゲーム大会「PAO〜N 史上最大のサバイバル」（1989年5月3日、北九州プリンスホテル）[175]
- オールナイトDE PAO〜N（1989年7月14日 [176]
- PAO〜Nで春休み（1990年4月1日、博多駅前特設会場）[177]
- オールナイトPAO〜N[178]

| KBCラジオ 平日夜（21:00（21:30） - 24:30）の生ワイド枠 | KBCラジオ 平日夜（21:00（21:30） - 24:30）の生ワイド枠 | KBCラジオ 平日夜（21:00（21:30） - 24:30）の生ワイド枠 |
| 前番組 | 番組名                                                 | 次番組                                                 |
| --- | ------------------------------------------------------ | ------------------------------------------------------ |
| 飛び出せ!全国DJ諸君（21:25 - 21:35） きよしとめぐみのハッピィデイト（21:35 - 21:45） 今晩は神津カンナです（21:45 - 22:00） 朝日新聞ニュース（22:00 - 22:10） 松田聖子のピンクのスニーカー（22:10 - 22:20） チャレンジ名作ライブラリー（22:20 - 22:30） 拝啓!青春諸君（22:30 - 22:40） 小辻洋子のミュージックアップ（22:40 - 22:50） 塚たん・よしえのランナウェイ!サウンドレポート（22:50 - 23:00） マッチといっしょに（23:00 - 23:10） 川島なお美のおもしろソーダ（23:10 - 23:20） 夜のドラマハウス（23:20 - 23:30） 日立ミュージック・イン・ハイフォニック（23:30 - 24:00） 朝日新聞ニュース（24:00 - 24:05） カプセルマガジン（24:05 - 24:15） 好きさ好きさ好きさ（24:15 - 24:30） | PAO〜N ぼくらラジオ異星人                              | ナイトスロープ3P                                       |

## PAO〜N1週間
『アサデス。ラジオ』総集編・『夕方じゃんじゃん』総集編と同じく2020年4月に放送開始されたPAO～N傑作選。
曜日別のコーナーから幾つか選択された録音源を『PAO〜N1週間〜まとめてドン』『PAO〜N1週間〜まとめてドドン』としてPAO～N和田侑也が進行。
PAO〜N1週間〜まとめてドン〜
- 土曜日の深夜24:05 - 24:30に放送。『Company漫遊記・音楽捕物帖』と『King of 小さいやつ見つけた!』[180]を編集。大人の事情（後述）のため2020年7月25日に放送終了。

PAO〜N1週間〜まとめてドドン〜
- 日曜日の18:30 - 19:00に放送。「コウジの部屋・松村邦洋のコマンタレブーちゃん」「Company漫遊記・音楽捕物帖」[181]の編集版とオリジナルコーナー「King of 小さいやつ見つけた!」[182]を放送。
- 2020年4月5日〜2020年6月は日曜日の19:00 - 19:30に放送。
- 『KBCホークスナイター』放送時（17時開始の薄暮試合含む）は休止する。
- 終了したコーナー
  - 「Company漫遊記・Dr.和田のラジオde診察室」
  - 「King of 小さいPP!」[183]

PAO〜N1週間〜まとめてドドドン〜
- 土曜日22:00 - 23:00に放送。
- 2020年11月21日は『日本シリーズ第1戦実況中継 読売ジャイアンツ×福岡ソフトバンクホークス』終了後に放送予定だったが試合が22時近くまで長引き当初休止予定だった『よるばけ!』を急遽22:10 - 23:00まで放送したので放送されなかった。
- 2021年8月7日は『東京2020オリンピック　野球決勝　日本×アメリカ』放送の為、休止となった。
- 2022年2月26日は特別番組『足寄のスーパースター松山千春〜45年の時代(とき)をこえて〜』(STVラジオ制作)放送の為、休止となった。
- 正月3が日に当る日は年始編成の関係上休止となる。[184]
- ドドドン初回（2020年10月3日）に『Dr．和田のラジオde診察室・特別編』が放送された。
- 初回のキングオブチイサイに矢野ぺぺが選出された。
- 2022年3月9日のPAO〜N水曜日にて和田侑也が「3月19日（土）が最終回」と告知。
- ドドドン最終回（2022年3月19日）に『Dr.和田のラジオde診察室』の第1回音源を特別に放送した。

### 逸話
- King of 小さいPPとして沢田幸二アナが選出される事が多い。
- エンディングテーマを一定期間経過後に変更を検討していて和田も「いつまで髭男（ひげダン）なのか」と頻繁に言っていたが「ご丁寧にもWikipediaに書かれてしまい変えるに変えられなくなった」と述べている。
- 先述通り土曜日の『ドン』は終了した。これは『鏡屋ジュンちゃんのピカピカ人生』スタートのためなのだが、沢田いわく「なぜ土曜日にも総集編があるのか、そうするとそれは総集編ではない。」ということで「『ドドン』が真の総集編」発言。『ドドン』も土曜22時開始に変更＆30分間延長され60分間になったので『ドドドン』に改称している。

## PAO〜N TV
『PAO～N TV』（パオーンテレビ）は九州朝日放送（KBCテレビ）で2020年10月11日（10日深夜）から始まったテレビ番組。金曜日と土曜日のフィラー枠を利用。フィラー枠のため放送時間が前後する。
この番組では、固定カメラによる撮影で、KBCラジオのスタジオの様子を収録したものをテレビ番組として放送するもの。
放送時間
- 毎週日曜3:20 - 4:50（毎週土曜日深夜）

再放送
- 毎週土曜2:40 - 5:05(毎週金曜日深夜、なお、第1土曜は4:59まで[185]。また、最終週は木曜日深夜[186]の放送。)

2020年10月～2022年9月までは毎週日曜日(毎週土曜日深夜)2:50-4:50
＊稀に土曜日放送ができない場合は前日の金曜日に放送され再放送が木曜日に放送されることがある。また、緊急のニュースなどで放送されなかった場合は再放送の枠が本放送になることがある。フィラー枠の放送なので放送時間は前後するとがある。残りの数分は天気予報を放送している。2024年3月22日のPAO～Nにて3月30日の深夜分で当番組の終了を発表し、2024年3月30日（31日）深夜2:20の放送で最終回となった。
放送していたコーナー
- 歳伝説
- 音楽捕物帖
- ぺぺ3
- シリタクナカ!
- まっちゃん（松村邦洋）のコマンタレブーちゃん
- 今週のウソ新曲情報
- Hawks マン・オブ・ザ・ウイーク
- 13文字の金曜日
- Dr.和田のラジオde診察室
- ものマネットサワダ

【公式】PAO-N TV YouTubeチャンネル

PAO～N TVで放送されたコーナーは後日【公式】PAO-N TV YouTubeチャンネルにアップされていた。しかし音楽捕物帖や今週のウソ新曲など楽曲の著作権があるコーナーはアップされていない。シリタクナカ!、ぺぺ3などはジングルや効果音は無音になっている。PAO〜N TV終了に伴い一部のコーナーが削除されている。

## 新春特別番組『元旦だよ、PAO〜N復活祭』
- KBC開局50周年記念として2003年1月1日に新春特別番組『元旦だよ、PAO〜N復活祭』を放送。沢田幸二、中島浩二、奥田智子の3人がパーソナリティを務めた。英太郎、原田愛子[187]がレポーターを担当、9:00 - 21:00までの12時間に渡って放送された。
- 往年の人気コーナー「ハニワの部屋」「テレフォンワープ のっけからフトッパラ」「リクエスト わけありベスト10」「AVコーナー」などが13年振りに復活。当時のヘビーリスナーや番組スタッフが多数集結。おすぎが電話出演をして、大盛況のうちに幕を閉じた。
- この番組がきっかけとなり2003年3月31日（月）平日帯の昼ワイド番組「PAO〜N」として放送開始。PAO〜Nの後の時間帯に放送されていた「栗田善成のまずはラジオでおつかれさん」も同日に放送開始。

## BBIQ presents 復活! PAO～N ぼくらラジオ異星人
- KBC開局70周年記念・PAO〜N放送開始40周年記念特別番組として、2023年12月30日 21:00 - 24:30に『BBIQ presents 復活! PAO～N ぼくらラジオ異星人』を放送することを11月30日のオープニングで沢田が発表した[188]。夜ワイド番組のPAO〜N ぼくらラジオ異星人として復活するのは2003年1月1日に13年振りに復活して放送した『元旦だよ、PAO〜N復活祭』以来、21年振りとなった。
- メインパーソナリティは沢田と水曜日パーソナリティを務めた奥田智子の同期コンビ。DJギャルを務めたRKBアナウンサーの下田文代が友情出演。当時の学生スタッフのラビット浦山[189]と中郷ライパチ[190]も出演した。

- 「当時は大人の事情で0時からの30分は収録だった」「生放送は月〜金曜 21時〜0時までの3時間で、0時からの30分間の収録を18時30分に毎日やっていた」事を沢田がオープニングトークで告白した。

- 下田文代が当番組にゲスト出演した為、RKBラジオ『仲谷一志・下田文代のよなおし堂』（2024年2月9日 16時50分 - 17時25分頃）に沢田がゲスト出演した。

### メインパーソナリティ
- 沢田幸二
- 奥田智子

### 友情出演
- 下田文代 - 元DJギャル(現・RKBアナウンサー)
- ラビット浦山
- 中郷ライパチ

### タイムテーブル
| 時間  | コーナー内容 |
| ----- | --- |
| 21:00 | 前ピン番組冒頭の51秒間に、コーナー紹介も兼ねながら自身がピックアップした芸能ニュースを超早口で一気に紹介するコーナー。 |
| 21:10 | メールでこたえて!! のっけからフトッパラ超ウルトラ イントロクイズを出題。1980年代のあの曲のイントロが分かった人はメールで応募して、正解者には何かしらをプレゼント。 |
| 21:20 | 音楽捕物帖40周年SP＋わけありベスト10 あの曲をもう一度今も昔も大人気コーナー! あの曲とこの曲が似ているという噂を検証して洋楽なのに日本語に聞こえるフレーズを紹介。これまで紹介してきた中で選りすぐりのものを一挙お届け! 更に人気コーナーだった「わけありベスト10」の中から今でもオンエアできそうな曲を放送。                      |
| 21:50 | バースデーリクエスト誕生日の人を勝手にお祝いしていたコーナー。復活を祝して、元DJギャルの下田が登場!? あなた自身やあなたの周りの「40年」にまつわる話を教えてもらい、沢田がおめでとうコールをするコーナー |
| 22:00 | 復活! ラビット浦山のキャンパス漫遊記現在午後3時台に放送している「カンパニー漫遊記」の前身に当たるコーナーで沢田幸二が黄門様、学生スタッフのラビット浦山が弥七に扮して、中学校や高校へアポ無しで訪問。目的は学校の校門を叩く事で訪問先の学校では人気アイドル並みの出迎えを受けた。約40年の時を経て、ラビット浦山が満を持して登場! |
| 22:20 | 単なるお便り ほっと一息リスナーからのふつおたコーナー |
| 22:30 | ハニワの部屋当時からの人気のコーナーでお昼の時代も長く放送されたコーナー。テーマは『こんな40周年はイヤダ！！』今どきハガキでネタを募集する。 |
| 22:50 | パロディーミニ番組 |
| 23:00 | ♫パシッ王手音痴な人の曲を紹介する「オンチBEST10」を放送。1980年代、1990年代を彩った懐かしのアイドルの今ではありえない歌声ランキング。更にリスナーからのリクエストを募集する。 |
| 23:20 | 📞今日も元気だ メシがうまい～電話で世間ばなし～リスナーと電話を繋いで世間話をするコーナー。番組内に発表されるキーワードを言えば、プレゼントが貰える。 |
| 23:30 | パロディーミニ番組 |
| 23:40 | 超心理学コーナー深夜時代の人気コーナーでリスナーから寄せられた怖い話や不思議な体験談を紹介するコーナー。年末の夜深くなった、この時間に放送する。 |
| 24:05 | ハニワちゃんの愛の伝言板深夜時代の人気コーナーで当時は「ハニワちゃんの恋の伝言板」として、好きな異性に手紙で告白するコーナー。約40年の時を経て、“愛の伝言板”として復活。リスナーから家族、友人、恋人・・・あの人に伝えたい、伝えたかった“愛の言葉”を募集する。                                                                   |
| 24:20 | なにげない感動リスナーの日常で起こった、なにげない感動を紹介するコーナー。 |

## BBIQ presents PAO〜N40周年大感謝祭
イベント発表から開催まで
- 2023年12月30日『BBIQ presents 復活! PAO～N ぼくらラジオ異星人』の放送内で、 『BBIQ presents PAO〜N40周年大感謝祭』のイベントを行うと発表をした。2024年2月25日、エルガーラホール(会場8階大ホール)にて11:00から17:00までの6時間、沢田幸二を始め各曜日のレギュラーパーソナリティ全員が参加する内容で、観覧は無料となっている。
- 2024年1月8日放送からBBIQ presents PAO〜N40周年大感謝祭への道コーナーを設けてイベントの企画提案やグッズなどの詳細を告知してきた。
- 2024年2月20日放送では、イベント告知のため地元応援live Wish+とのサイマル放送で、平川尚子アナがスタジオに訪れた。また、沢田は告知のため「アサデス。」、「シリタカ!」に出演した。
- イベントまであと2日のところで、金曜パーソナリティの波田陽区がコロナウイルスに感染しイベントの参加が出来なくなり[191]、レギュラーパーソナリティ全員参加とはならなくなった。

イベント当日
- 入場無料で整理券もなく自由に出入り出来るという内容だった。沢田(スタッフを含め)は気軽に観覧出来るように、「天神に買物来たついでにチョロっと寄って下さい」といった感じで、小規模イベントのような告知をPAO〜N放送内でしていた。しかしイベント当日、予想を大幅に上回るリスナー(観覧客)が開場前から列を作って並んでおり、エルガーラホールの周りが人で埋め尽くされていたため開場を15分早めた。開演前には200席用意されていた座席はあっという間に埋まり、立ち見客でホールが埋め尽くされた。しかもホールの収容人数を超えるほどリスナーが並んでいたため、急遽入場制限がかかる事態となってしまう。
- 行列はエルガーラホール隣の中央警察署前にも広がり警察官も驚いて出動していた。また九州朝日放送社長の森君夫がイベント開場後に訪れて、エルガーラ近くの人気ドーナツ店の行列がなぜ多いのか？と勘違いしていた事を、イベント後のPAO〜N放送内で沢田が発言している。
- 沢田がオープニングコーナーであるPAO～Nパーソナリティ大集合のトーク途中に会場を抜け出し1階入口のエレベーターホールへ駆けつけて、入場制限で会場に入れなくなったリスナーへ謝罪し、お詫びに握手と写真撮影会を2時間ほど行った。
- 福岡県以外にも全国から来ていたリスナーが多数居たため、イベント観覧が出来なかったリスナーのために、沢田がイベントのエンディングと翌日の放送で、再び大感謝祭を行うと宣言した。2024年3月1日の放送では、大感謝祭リベンジに向けて打ち合わせを行ったと沢田が語った。
- 2024年10月1日放送にて、2025年2月23日に再びイベントを行う事を発表した。タイトルは『BBIQ BBIQ はやいんかい presents PAO〜Nがサンパレス！〜こんにちは、誰だかわかるかな？』。大規模ホールである福岡サンパレスで開催することになった[192]。
- この日のために用意していたグッズも即完売となり、会場で観覧していた多数のリスナーがグッズを買えないほどの大盛況だった。会場に入れなかったリスナーも考慮して2024年3月6日から31日までグッズをPAO〜N Storeにて受注生産・販売していた。

### イベントスケジュール
出典:
| 時間     | コーナー内容出演者 |
| -------- | --- |
| 11：00～ | 前ピン→PAO～Nパーソナリティ大集合各曜日のレギュラーパーソナリティ全員でオープニングトーク沢田幸二/和田安生/コガ☆アキ/いわぶ見梨/居内陽平/和田侑也/ルーシー/松村邦洋/深瀬智聖/原田らぶ子 |
| 12：00～ | 生ものマネットサワダ・ラジオ選手権日本全国のよく分からないド素人の皆さんがとっておきのモノマネを披露！和田侑也/ルーシー                                                                 |
| 13：00～ | リアル達川の部屋松村邦洋扮するニセ達川光男が、会場の皆さんのお悩みを解決します。松村邦洋/深瀬智聖/和田安生/和田侑也                                                                     |
| 14：00～ | 大喜利コーナー会場の皆さんも一緒に大喜利タイム！沢田幸二/コガ☆アキ/矢野ぺぺ/居内陽平/原田らぶ子                                                                                         |
| 15：00～ | 音楽捕物帖スペシャルバージョン 音楽に関する疑問・タレコミを検証！沢田幸二が選んだ傑作選！沢田幸二/矢野ぺぺ/いわぶ見梨                                                                   |
| 16：00～ | PAO～N大宴会芸PAO～Nパーソナリティが無茶ぶりで用意した宴会芸を披露！全員出演 |
| 16：30～ | PAO～N大抽選会素敵な景品やPAO～Nパーソナリティーの私物が当たる抽選会！「クイズ 秘密の抽選会！！」に挑戦して、抽選券をゲットしてください。全員出演                                       |
| 16：50～ | エンディング各曜日のレギュラーパーソナリティ全員でエンディングトーク全員出演 |

## BBIQ BBIQ はやいんかい presents PAO〜Nがサンパレス！〜こんにちは、誰だかわかるかな？

### イベント発表から開催まで
- 2024年10月1日の放送で2025年2月23日に福岡サンパレスで、大感謝祭を開催する事を発表した。タイトルは「BBIQ BBIQ はやいんかい presents PAO〜Nがサンパレス！こんにちは、誰だかわかるかな？」。2024年2月25日PAO〜N40周年大感謝祭で多数のリスナーが入場出来なかった事によるリベンジである。
- 40周年大感謝祭は大丸エルガーラホールにて入場無料で行ったが、今回は規模の大きい福岡サンパレスで行われる。そのため有料となり各席の料金に意味をつけている。A席の料金は4,141円で大谷翔平の50-50達成にちなんでパオーン41周年で41-41という意味を込めている。S席の料金は8,282円で4,141円の倍という意味だが、ステージから最も近い席で、イベント終了後にパーソナリティとの写真撮影会、グッズ進呈の特典付きとなっている。
- 2024年11月11日から17日までローソンチケットにて抽選発売された。発売初日の11月11日にはチケット告知のためにKBC公開空地から生放送し、同日のKBCテレビアサデス。、地元応援live Wish+とPAO〜Nのサイマル放送、シリタカ!、KBCラジオアサデス。ラジオ、ハッピーアワーと沢田が告知のため出演した。11月19日に抽選発表が行われ、S席、A席ともに完売となった。
- 抽選発売にハズレたリスナーが多数出てしまったため急遽B席が用意された。料金は3,150円で3階席でも来てくれる人サイコー。A席の未払いキャンセル分[198]もあり、2024年12月1日から先着発売された。A席キャンセル分は完売となり、2025年2月4日にB席も完売となったため、約2300以上の全席が完売となった。
- PAO〜Nがサンパレスオフィシャルグッズが2024年12月から発売された。グッズの一部は受注生産で同年の12月15日までの受付となった[199]。
- 2025年1月23日から遠くで会場に来れない、イベント当日は仕事や用事で行けないリスナーのために配信チケットが発売された。料金は2,500円で生配信でもやるよ！ニコ〜。イベント当日の15時59分まで発売され、見逃し配信や巻戻し再生は無い。
- イベント配信チケット告知のために全国のラジオ番組に沢田がゲスト出演した。
  - 電話出演

ABCラジオ 「ドッキリ!ハッキリ!三代澤康司です」2025年2月11日放送分
BAYFM 「シン・ラジオ -ヒューマニスタは、かく語りき-」(金曜日)2025年2月14日放送分
RABラジオ「らじ丸にっち!」2025年2月16日放送分
文化放送「くにまる食堂」2025年2月17日放送分
RCCラジオ「平成ラヂオバラエティごぜん様さま」2025年2月20日放送分
文化放送「てるのりのワルノリ」2025年2月22日放送分
  - スタジオ出演

RKBラジオ「仲谷一志・下田文代のよなおし堂」2025年2月21日放送分
- イベントの開演は15時からで3時間の開催予定となっている。またサンパレスに入れないリスナーのためにイベント当日の11時からサンパレス屋外でパオーングッズの販売を行うと発表した。
- BBIQ presents『PAO〜Nサンパレスへの道』をYouTubeにて紹介している。

### イベント当日
- 40周年大感謝祭ではイベントスケジュールがPAO～N公式サイトで公表されていたが、今回は秘密となっており、全てのコーナーがサプライズとなっていた。

イベントスケジュール
・15：00〜
前ピン＆オープニングトーク

・出演者
沢田幸二(メインパーソナリティ)

和田安生・コガ☆アキ(月曜P)
矢野ぺぺ・いわぶ見梨(火曜P)
ルーシー・居内陽平・和田侑也(水曜P)
松村邦洋・深瀬智聖(木曜P)
波田陽区・原田らぶ子(金曜P)
・15：30～
休憩
スクリーン出演
酒井法子・博多大吉・太田光・夢グループ石田重廣社長＆保科有里(出演順)
・15：40～
パオーンザ・ベストテン
司会 ニセ久米宏(沢田幸二） ニセ黒柳徹子（深瀬智聖）
| 順位 | タイトル | 出演者 | 得点   |
| ---- | -------- | --- | ------ |
| 1位  | 漫才     | さわだや（沢田幸二＆和田安生） | 4141点 |
| 2位  | 裏話     | PAO～Nスタッフ |        |
| 3位  | モノマネ | 沢田軍 いわぶ見梨・居内陽平・原田らぶ子・松村邦洋・和田侑也（出演順） ぺぺ軍 和田安生・コガ☆アキ・ルーシー・深瀬智聖・波田陽区（出演順） | 3680点 |
| 4位  | 侍       | 波田陽区 |        |
| 5位  | 裏話     | PAO～Nスタッフ |        |
| 6位  | コント   | 矢野ぺぺ・居内陽平・和田侑也・コガ☆アキ                                                                                                  |        |
| 7位  | 猫       | 沢田幸二・ルーシー・深瀬智聖・いわぶ見梨                                                                                                 |        |
| 8位  | ラジオ   | 織田信長（松村邦洋） | 1413点 |
| 9位  | 裏話     | PAO～Nスタッフ |        |
| 10位 | おにぎり | 原田らぶ子・ルーシー・コガ☆アキ・矢野ぺぺ・深瀬智聖・いわぶ見梨・和田侑也                                                                |        |
・17：25～
休憩
スクリーン出演
夢グループ（石田社長＆保科有里）
音楽捕物帖
・出演者
沢田幸二・矢野ぺぺ・いわぶ見梨
・17：45～
エンディング
・出演者
沢田幸二(メインパーソナリティ)
和田安生・コガ☆アキ(月曜P)
矢野ぺぺ・いわぶ見梨(火曜P)
ルーシー・居内陽平・和田侑也(水曜P)
松村邦洋・深瀬智聖(木曜P)
波田陽区・原田らぶ子(金曜P)
出来事
- 14時開場だが開場前から大行列だった。
- 40周年大感謝祭で、コロナウイルス感染で参加できなかった波田陽区の参加により、レギュラーパーソナリティが全員揃っての初イベントとなった。
- RCCラジオ「平成ラヂオバラエティごぜん様さま」のパーソナリティである横山雄二が、広島から日帰りで来場し[205]、ヘビーリスナーで作家の高田郁や、『アサデス。ラジオ』のメインパーソナリティーで、夜PAO〜Nのヘビーリスナーである近藤鉄太郎も来場した[206]。
- エンディングで沢田が2025年3月末をもってKBCを退社すると電撃発表した[207]。
- 配信チケットは600枚売り上げた。
- イベントのダイジェストが2025年3月23日、12:00〜13:00にラジオで放送される。番組名は「BBIQ BBIQ はやいんかい presents PAO〜Nがサンパレス！終わったよ、誰だかわかったかな？」[208]

## ハニワの部屋
- 『PAO〜N ぼくらラジオ異星人』時代から引き継がれ、2011年3月まで続いた番組を代表するコーナー。
- 2009年9月までは『トヨタ街角ステーション』の福岡版という位置付けであり、トヨタ自動車がスポンサーだったが、現在は金曜日を除いて、スポンサーを降りている。

2009年9月まで
- 火曜日から金曜日までの場合、送られてくるネタの種類としては、
  - ありえないような話、ホントにあったくだらない話
  - 番組・コーナー・パーソナリティちゃかし
    - 「うわさの台所」のテーマでのネタ
    - 「大庭宗一の喝」のコーナーネタ
      - 「喝」のパロディと、当日の「喝」を曲解して実行しておかしなことをやらかすパターンの2つがある。

    - 博多弁（博多なまり）ネタ
    - 奥田智子の放送中の居眠りやスポーツ音痴ネタ、「通勤ラジオ」でのN氏（沢田のものまね付き）とのやりとりネタ
    - 中島浩二が、『渡辺通の朝の番組』で喋った下ネタやセコい話などのネタなど、様々なネタが寄せられる。

- 月曜だけは他の曜日と異なり（おすぎが、ハニワのネタを受けてくれないため）、
  - 有名人に、あだ名をつける（〜2003年9月）
  - 「おすぎのいろはカルタ」（第1期 2003年10月〜2004年9月）
  - 「たまおっきーひろし」（2004年9月〜2005年3月）
歌のイントロで曲を紹介。
  - 「おすぎの人生劇場」（2005年4月〜11月）
お題のタレントについてキャッチコピーを作る。
  - 「おすぎのいろはカルタ」（第2期 2005年11月〜2006年秋）
  - 「おすぎの格言」（2006年末・2007年10月〜2007年12月・2008年10月〜12月）[209][210]
  - 「おすぎの××ベスト3」（2007年1月〜10月）
あらゆるジャンルのベスト3を、リスナーの独断と偏見で決める。
  - 「おすぎの大喜利」（2008年1月〜9月）
コーナー開始から最初の1か月間は、「ネズミになって一言ネタ」や「こんな相撲の取り組みネタ」、「なぞかけ」を放送していたが、2008年2月から「あいうえお作文」に一本化した。
  - 「襲名披露コーナー」（2008年12月）
有名人の新しい名前を考える。
  - 「おすぎのいろはカルタ」（第3期 2009年1月〜2009年12月）

といった、一種独特な世界が繰り広げられている。
- 2008年4月3日から2009年2月26日までの木曜日は、私の恐妻または私が恐妻話を読み上げる「恐妻家組合コーナー」として放送していた。
- 2009年3月5日から2009年4月30日までの木曜日は、姑と嫁、またはその間に立つ夫の赤裸々なメッセージを読み上げる「嫁姑物語コーナー」として放送していた。
- 2009年5月7日から2009年6月25日までの木曜日は、リスナーが持っている秘密を告白する「コックリさんコーナー」として放送していた。
コーナー名のコックリは、占いの一種である「コックリさん」ではなく、告白することの「告る（こくる）」から来ている。
- 2009年8月6日から2009年9月17日までの木曜日は、リスナーから寄せられた「舌がバカになるほど、まずい料理を食べた」エピソードを紹介する「ベロバカ大賞コーナー」として放送していた。
- 2009年4月3日から2009年10月2日までの金曜日（ねんど大介出演の金曜日は通常のネタコーナー）は、にしおかすみこの新しいキャラクターと新しい芸名、または九州限定のキャラクターを募集する「にしおかすみコーナー」として放送していた。

2009年10月〜2010年3月
- 2009年10月からは、コーナー名を「ハニワの部屋DX」に改称し、日替わりで様々なジャンルのネタを募集するようになった。
  - 月曜日：勝ち抜き ことわざ道場（2009年12月〜）
リスナーが既存のことわざを少し変えて、新しいことわざを作るコーナー。
  - 火曜日：大人の妄想作文
リスナーから寄せられた本当のようでウソな話を紹介するコーナー。（2009年9月24日〜、2009年10月より、木曜日から火曜日に移動）
  - 水曜日：通常のネタコーナー
  - 木曜日：独断と偏見 ベスト3（2009年10月〜）
2007年1月から10月まで、月曜日に放送された「おすぎの××ベスト3」とほぼ同じ内容。
  - 金曜日：ご存知だったら恐縮です（2009年10月〜）
リスナーから寄せられた、トリビアを紹介するコーナー。

2010年4月から
- 2010年4月からは、リスナーからのネタを紹介するコーナーが事実上、消滅してしまった。
  - 月曜日：日本バカデミー賞
日本で起こった出来事や話題になった人の中で「バカ」だと思ったものを、おすぎが「作品賞」「主演女優賞」「主演男優賞」を決める。
  - 火曜日：沢田幸二のB級天国
日本の音楽史に埋もれてしまった、又は埋もれてしまいそうな迷曲を紹介する。「沢田幸二の土曜日だ!」時代から続く、沢田の持ち込み企画である。
6月と12月の聴取率調査期間に「B級王座決定戦」と称し、それまで紹介した迷曲10曲の中からリスナーが投票し、「ベスト10」を決定している。
  - 水曜日：語りべコージーの見てきたような事を言い
古今東西に語り継がれる伝説を、沢田が語る。
  - 木曜日：すみらぶ
女から見た男の勘違いを、にしおかと原田が一刀両断する。
  - 金曜日：タケボーのご存知だったら恐縮です

### 備考
- 月曜は、おすぎが自腹を切って「おすぎ賞」として、高価な品物をプレゼントする（2010年3月まで）。
- 木曜日は週によって、スポンサーのトヨタの販売店からの中継が入る。毎回、販売店のスタッフが登場するが、その中には、深夜時代にリスナーだった者が多く含まれる。
- 過去は、西村龍次語録などがあったが「〜Hawks Man of the Week〜」の中で、たまにネタで出る事もある。
- 2007年5月22日放送分から、2010年3月まで面白いネタには『金のハニワステッカー』『銀のハニワステッカー』が、プレゼントされた。
  - 銀が5枚で、金1枚と同等の扱いであり、金のハニワで、色んな特典が受けられる予定[211]
- 第1期の「おすぎのいろはがるた」は2004年秋に商品化され、売り上げの一部はラジオ・チャリティー・ミュージックソンの浄財になった[212]。
- 2013年4月より、ケーブルステーション福岡が視聴出来る世帯では、14時から15時までの間「PAO〜N TV!on CSF」として、同局のコミュニティチャンネルで視聴出来るようになった。放送中、ラジオスタジオの様子を映しながら放送する。[213]